# Стихар
Стихар (грч. стикхáрион) део је одежде православних свештеника. Стихар је дугачка и широка хаљина, слична дугачкој кошуљи, која покрива цело тело, од врата до стопала са широким рукавима без прореза (слична грчкој хаљини хитону). Стихар је основна, доња хаљина, која се носи испод фелона. 
Беле је боје и подсећа на одећу анђела који су се појавили за време Васкрса и Вазнесења. Бела боја симболише чистоћу, која се тражи од свештенослужитеља. Ако је одежда црвене боје, онда означава страдање Христово. Стихар такође носе чтеци и појци.
Пошто код православног свештенства постоје три степена (ђаконски, свештенички и архијерејски), то и сваки степен има своје одређене одежде, док је стихар обавезна одежда за сва три степена. Стихаре носе и дечаци када учествују у неким православним обредима (нпр. сахранама, литијама).
Одговара алби у римокатоличкој цркви.